# Wietzen
Wietzen is een gemeente in de Duitse deelstaat Nedersaksen. De gemeente maakt sinds 1 november 2021 deel uit van de Samtgemeinde Weser-Aue, en tot die datum van de  Samtgemeinde Marklohe in het Landkreis Nienburg/Weser.
Wietzen telt 2.136 inwoners.
Voor meer informatie zie Samtgemeinde Marklohe. 
- Gemeinsame Normdatei: 7628740-3
- Virtual International Authority File: 241253725

Balge · 
Binnen · 
Bücken · 
Diepenau · 
Drakenburg · 
Estorf · 
Eystrup · 
Gandesbergen · 
Hämelhausen · 
Haßbergen · 
Hassel (Weser) · 
Heemsen · 
Hilgermissen · 
Hoya · 
Hoyerhagen · 
Husum · 
Landesbergen · 
Leese · 
Liebenau · 
Linsburg · 
Marklohe · 
Nienburg/Weser · 
Pennigsehl · 
Raddestorf · 
Rehburg-Loccum · 
Rodewald · 
Rohrsen · 
Schweringen · 
Steimbke · 
Steyerberg · 
Stöckse · 
Stolzenau · 
Uchte · 
Warmsen · 
Warpe · 
Wietzen